# NGC 6647
NGC 6647 est un amas ouvert situé dans la constellation du Sagittaire. Il a été découvert par l'astronome germano-britannique William Herschel en 1784.
Très peu de données sont disponibles sur cet amas.

## Observation
Avec une magnitude visuelle de 8, Avec une magnitude visuelle de 8,9, on peut observer l'amas avec des jumelles dont l'ouverture est de 40 à 50 mm ou avec un petit télescope.

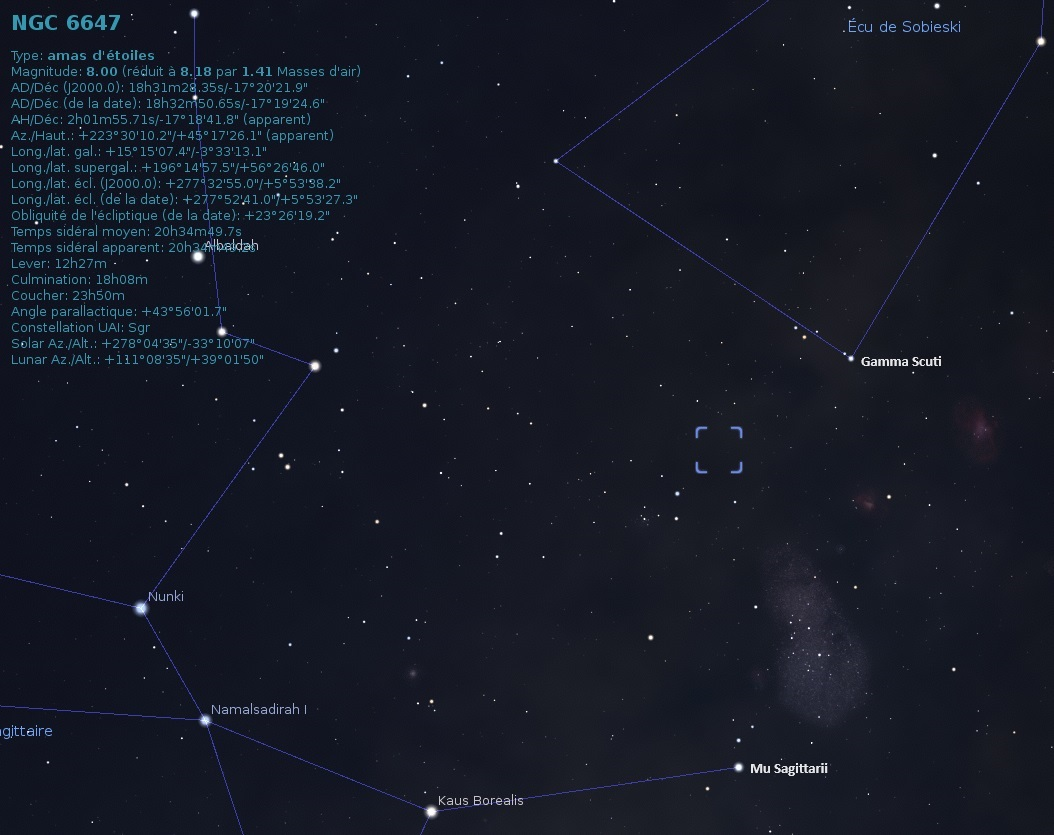
Emplacement de NGC 6647 dans la constellation de l'Écu de Sobieski.

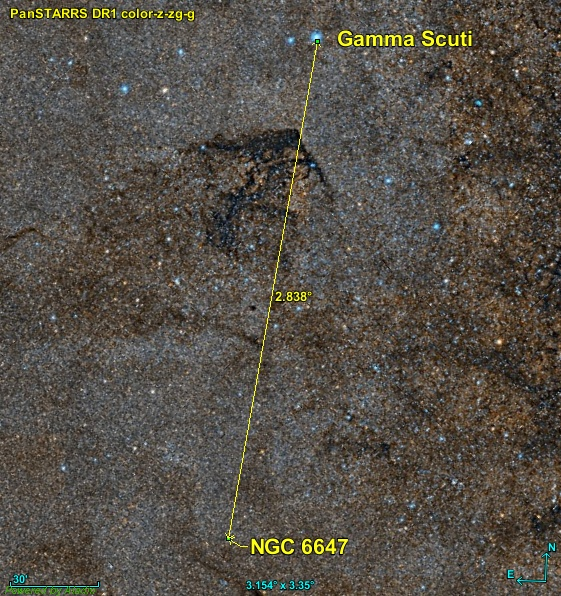
Position de NGC 6647 par rapport Gamma Scuti.

NGC 6647 est situé à environ 2,8 degrés au sud-est de l'étoile Gamma Scuti.